# Coucou foliotocol
Chrysococcyx cupreus
Espèce
Statut de conservation UICN

 LC  : Préoccupation mineure
Le Coucou foliotocol (Chrysococcyx cupreus) est une espèce d'oiseaux de la famille des Cuculidae. C'est une espèce monotypique.

## Répartition

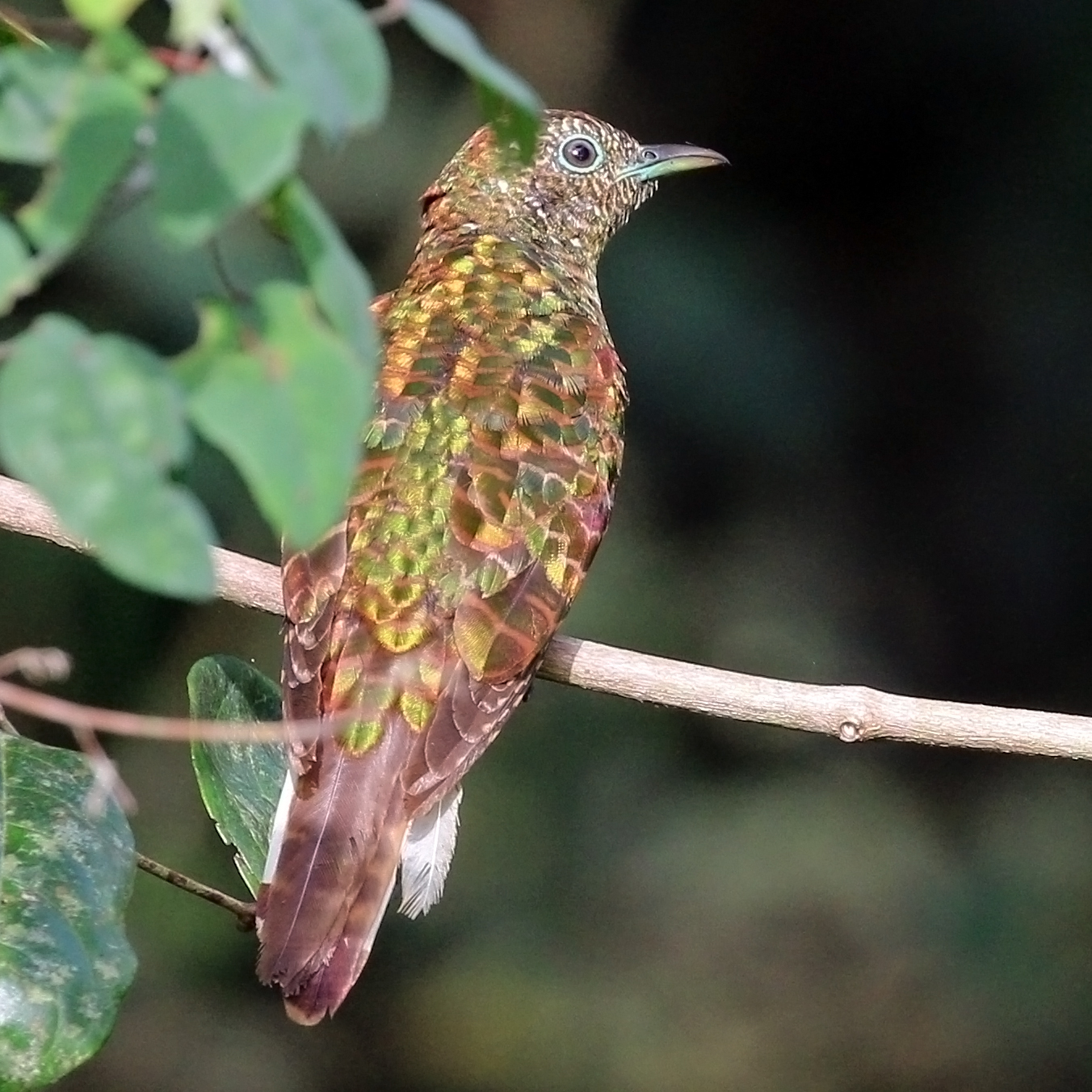
femelle

Son aire de répartition s'étend à travers l'Afrique subsaharienne (rare en Sénégambie, dans la corne de l'Afrique et en Afrique australe).

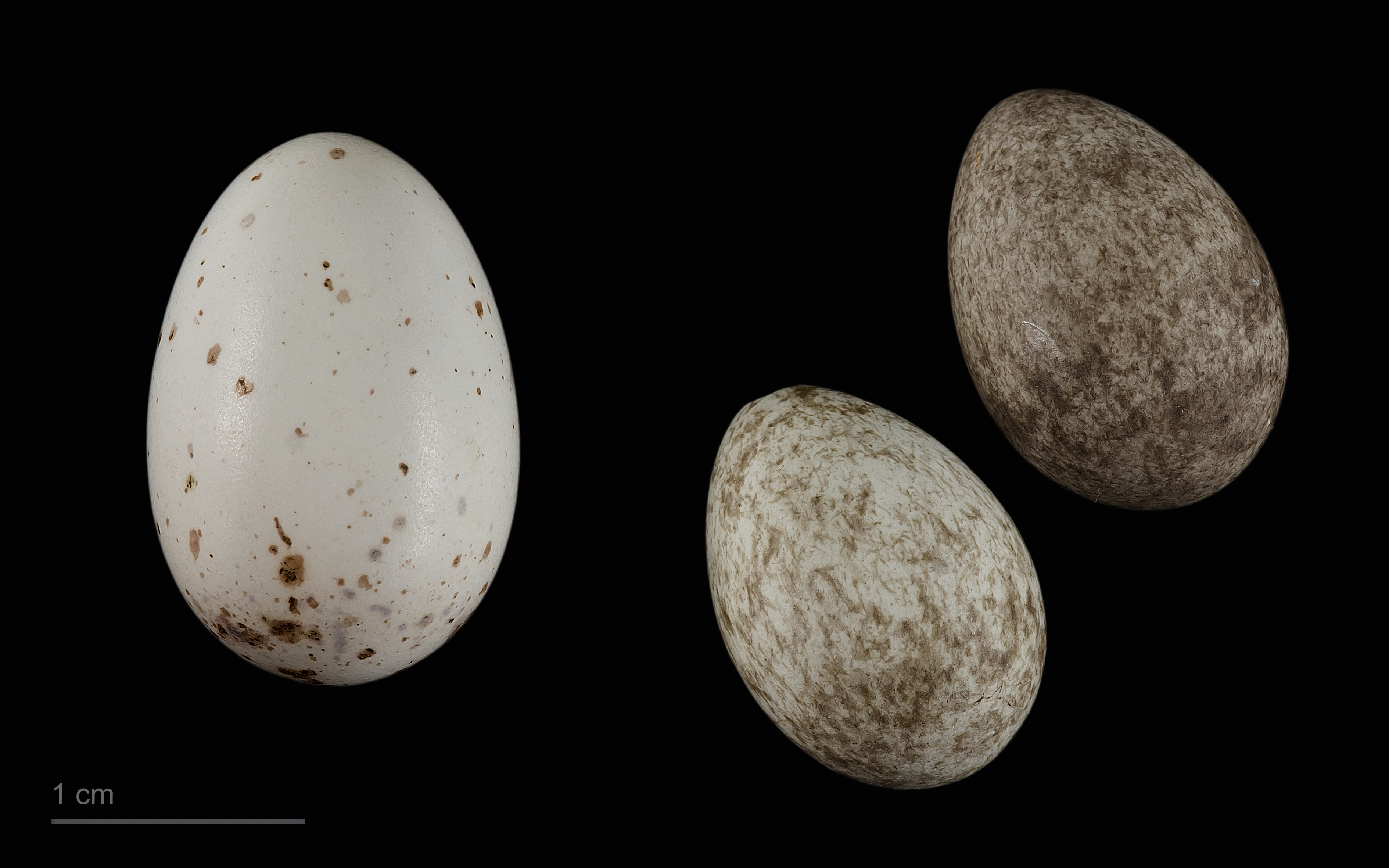
Œuf de Chrysococcyx cupreus dans un nid de Anabathmis newtonii - Muséum de Toulouse

Il mesure 20 cm pour 38 g.